# Peteoo
Peteoo (in greco antico: Πετεώς?, Peteṑs) o Peteo è un personaggio della mitologia greca.

## Genealogia
Figlio di Orneo, fu padre di Menesteo.

## Mitologia
Peteoo era il nipote di Eretteo e per tale caratteristica venne chiamato Erettide, ed Erettidi vennero chiamati anche i suoi discendenti.

### Interpretazione e realtà storica
Nell'Iliade il suo nome viene citato numerose volte, sempre per indicare che fosse padre di Menesteo.